# Cryptembia multicolor
Cryptembia multicolor är en insektsart som beskrevs av Ross 2003. Cryptembia multicolor ingår i släktet Cryptembia och familjen Anisembiidae.
Artens utbredningsområde är Peru. Inga underarter finns listade i Catalogue of Life.